# As Três Graças (Cranach)
As Três Graças é uma  pintura do artista Lucas Cranach, o Velho, considerada uma das obras-primas da arte renascentista.

## História
A obra  pertenceu a particulares desde 1932 mas esteve por vários anos no Museu do Louvre. 
Em 2010 decidiram desfazer-se dela propondo vendê-la, em definitivo, ao Louvre por quatro milhões de euros. O museu lançou uma campanha de angariação de fundos. Mais de cinco mil contribuidores conseguiram reunir a soma necessária com donativos entre 1 e 40 mil euros.
De 2 de março a 4 de abril de 2011 foi feita uma exposição especial da obra com o nome de todos os que contribuíram para a compra da pintura.

## Descrição
As Três Graças é um pequeno quadro no qual três jovens nuas exibem a sua luminosidade jovial sobre um fundo sombrio.
O tema das Graças, recorrente na pintura renascentista, simbolizava a harmonia e a fidelidade contra a luxúria. O quadro de Cranach, ao colocar no centro da tela uma jovem com um chapéu vermelho, introduz uma visão singular do tema, o que contribui para o seu interesse artístico.